# Tietoevry
Tietoevry Oyj er en finsk software- og IT-servicevirksomhed. Tietoevry har hovedkvarter i Espoo. De har ca. 24.000 ansatte fordelt på 20 lande og med kunder indenfor energi, skovbrug, bank og sundhedssektoren.